# Mesa de Ahuayo
Mesa de Ahuayo är en ort i Mexiko.   Den ligger i kommunen Chicontepec och delstaten Veracruz, i den sydöstra delen av landet, 200 km nordost om huvudstaden Mexico City. Mesa de Ahuayo ligger 272 meter över havet och antalet invånare är 201.
Terrängen runt Mesa de Ahuayo är kuperad åt sydväst, men åt nordost är den platt. Mesa de Ahuayo ligger uppe på en höjd. Runt Mesa de Ahuayo är det ganska tätbefolkat, med 65 invånare per kvadratkilometer. Närmaste större samhälle är La Ceiba, 13,7 km söder om Mesa de Ahuayo. Trakten runt Mesa de Ahuayo består till största delen av jordbruksmark.